# Roux
Roux je priimek več oseb:
- Emile-Jean-André Roux, francoski general
- Henri-Charles-Alfred Roux, francoski general
- Oscar-Auguste Roux, francoski general